# 國內城
國內城，在今吉林省集安市境內，是古高句麗的第二個都城（公元3-公元427）。定都于此历时425年。

## 歷史

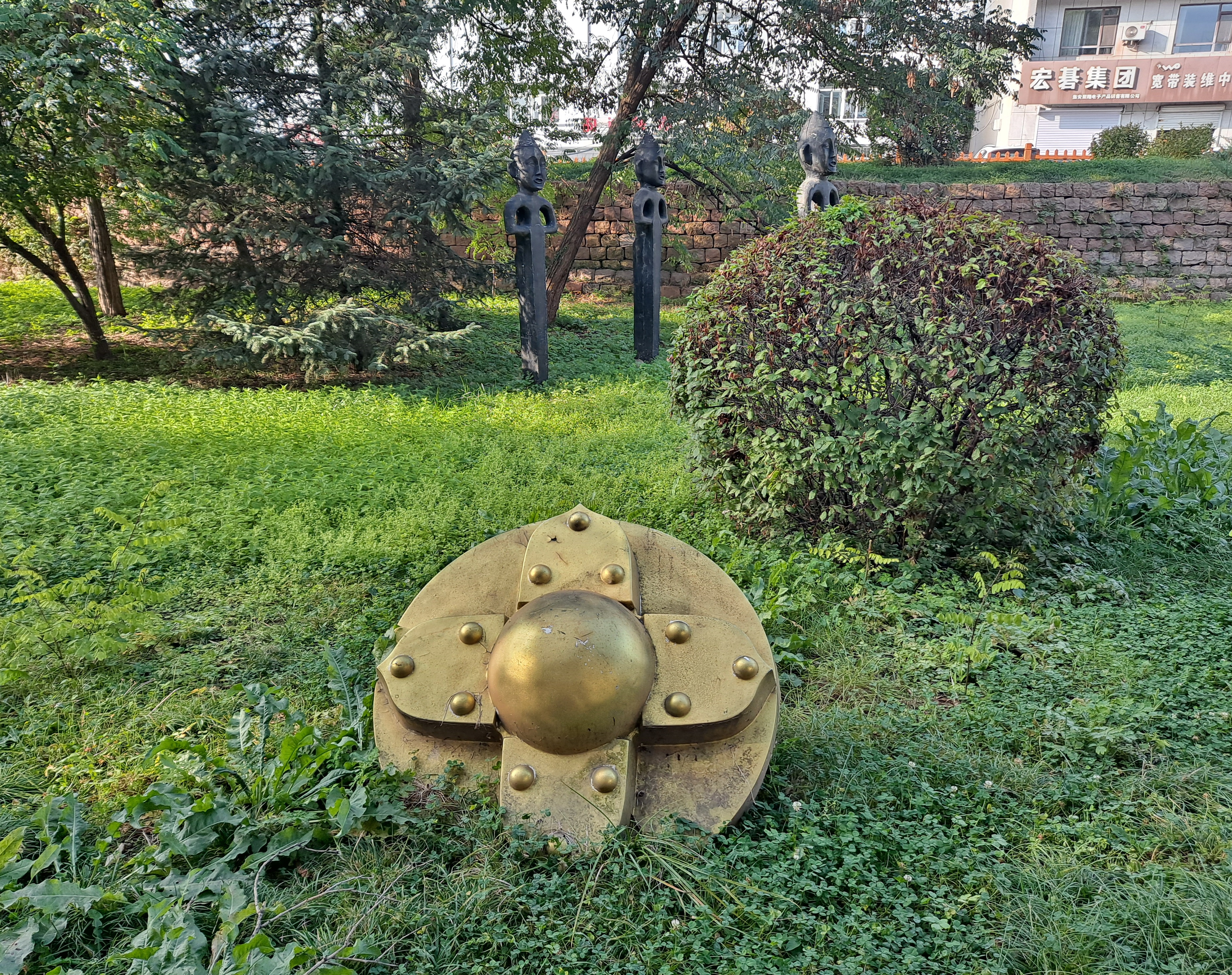
国内城东门遗址

西汉元始三年（公元3年），高句麗將都城從纥升骨城（卒本城）（今辽宁省桓仁满族自治县五女山山城）遷至此地, 同时筑尉那岩城（209年，山上王扩建后称丸都城）為其衛城，呈现山城与平原城结合的高句丽建筑特点。直到北魏始光四年（427年），高句骊长寿王时，为躲避北魏的威胁，以及巩固在朝鲜半岛上的势力，高句骊都城再迁至平壤城（即今朝鲜平壤市东北六七公里处的大圣山城和安鹤宫城）。
國內城和丸都城都一直是高句麗的政治、经济和文化中心。此后国内城作为“别都”, 列高句麗三京之一。唐朝和新羅的聯軍滅高句麗後，國內城為唐朝安东都护府之哥勿州驻地。渤海國時期，為其西京所辖的桓州。遼代仍为桓州。清代光绪二十八年（1902年），辑安（今集安）建治后為其所轄。

## 遺址
國內城在鸭绿江中游北岸的通沟平原上。北有禹山 ,东有龙山，西有七星山，其城垣為石筑。但考古发掘证实，高句丽迁都于此之前，这里已有战国末至西汉初的土筑城垣，時間是漢代玄菟郡統治期間。城略呈方形，东墙长514米，西墙长699米，南墙长749米，北墙长779米。周长2741米。现存城垣宽7～10米，最高处3～4米。原有城门6处。南北各一，东西各两。1921年，重修了东面的“辑文门”，西面的“安武门”，南面的“襟江门”，而其余的三座门都被封堵。

## 國內城與平壤城
据《三国史记.高句丽本纪》记载，公元247年，高句丽东川王迁都平壤。这是迄今所知年代最早的平壤城，高句丽在此建都九十五年后，于公元342年“移居丸都城”，但几个月后，丸都城又被前燕慕容家族攻破並焚毁， 高句丽故国原王被迫于翌年七月再次“移居平壤东黄城”。有人認為此平壤即今集安县城处高句丽古城,国内城被毁几十年后重新修复作为都城时已改新名叫平壤城,但其旧名有时也为人所用,不过是同一个城的新旧称呼，或者平壤和丸都城一樣是國內城的衛城之一。 
公元427年,高句丽长寿王迁都平壤很有可能不是今日大同江畔的平壤,而是國內城衛城或者和國內同一个城。今日之平壤， 為西元586年（隋文帝開皇六年）平原王遷都到最後一個首都長安城，新唐書認為長安城就是平壤即樂浪郡，於是國內城附近的平壤就與今日之平壤混淆。

## 外部連結
- 國內城遺址照片